# Томай (Гагаузія)
Тома́й (рум. Tomai) — село в Чадирського округу Гагаузії Молдови, утворює окрему комуну.
Село розташоване на річці Лунгуца.
Населення утворюють в основному гагаузи — 4767 осіб, живуть також росіяни — 80, українці — 46, болгари  — 37, молдовани — 36, цигани — 28, інші — 20.

## Відомі особистості
В поселенні народився:
- Дімчогло Юрій Дмитрович (* 1973) — український політик.